# Tim Maia Racional, Vol. 1
Tim Maia Racional, Vol. 1 é o quinto álbum de estúdio do cantor e compositor brasileiro Tim Maia, lançado no início de 1975 através do selo Seroma - pertencente ao próprio cantor carioca. As gravações ocorreram nos estúdios RCA entre julho e agosto de 1974. O álbum foi largamente ignorado pela crítica especializada na época do seu lançamento e apresentou vendagem inexpressiva, muito em função de seu baixo apelo comercial - tendo em vista as letras que divulgavam uma seita com poucos adeptos - e da distribuição semi-amadora da gravadora independente do cantor carioca.
Com o passar dos anos, apesar das tentativas de Tim de apagar o disco da memória popular - com destruição ativa do material, além de proibição de relançamento e desencorajamento de regravações, o álbum passou a ser alvo de um status cult, com os discos de vinil originais tornando-se raros e caros. A partir dos anos 1990, com o resgate da música negra brasileira da década de 1970, cresceu a pressão para o relançamento dos álbuns, o que só veio a ocorrer depois da morte do artista. O disco é tido como um dos pontos altos da carreira de Tim Maia, muito em razão de seus arranjos e da qualidade da voz do cantor carioca.

## Antecedentes
Após o lançamento do álbum anterior, Tim recebeu uma proposta irrecusável da gravadora RCA para gravar um álbum duplo com total liberdade artística: escolheria não só repertório, mas músicos, estúdio e técnicos. Além disso, o contrato estipulava um valor bem alto a título de luvas. Maia comunicou o presidente de sua gravadora, André Midani, e deu-lhe a oportunidade de cobrir a proposta da gravadora rival, o que fez com que Midani liberasse Tim de seu contrato, afirmando que a Polygram não cobriria a oferta. Então, em agosto de 1973, menos de um mês após o lançamento de seu disco, Tim estava livre para assinar o novo contrato, mantendo apenas um contrato de divulgação com o selo Polydor em razão dos compromissos de seu último álbum.
Ao mesmo tempo, a vida amorosa de Tim passava por altos e baixos. Após "Réu Confesso", Maia tinha dado seu relacionamento com Janete como definitivamente terminado. Nesta época, conheceu Geisa, com quem teve um romance rápido, que acabou quando ela deixou o cantor carioca para ficar com um goleiro do Fluminense na época, Jorge Vitório. Tim ficou arrasado e passou a ensaiar e a compor na sua editora musical, a Seroma, como ele estava acostumado a fazer antes da gravação de seus discos. Além disso, continuava a fazer shows pelo país. Algum tempo depois, Geisa voltou, só que grávida do jogador de futebol que havia abandonado ela e não queria assumir a criança. Tim aceitou-a novamente e, quando nascido, registrou o filho como se fosse seu. Meses após o nascimento de Márcio Leonardo, Geisa deixou Tim e a criança e tentou voltar para o goleiro. Dessa vez, retornou apenas algumas semanas depois, dizendo a Tim que estava grávida de um filho seu.

## Gravação e produção
Em julho de 1974, Tim começou a registrar as bases das músicas nos estúdios de sua nova gravadora, no Rio de Janeiro. Algumas das canções já tinham letra, mas grande parte ainda eram apenas instrumentais. Maia começou, então, a visitar amigos que poderiam colocar letras nas bases. Em uma dessas visitas, no final de julho de 1974, o cantor carioca foi à casa de seu amigo Tibério Gaspar e, como ele estava entrando no banho, foi para a sala e pegou um livro que estava por cima para ler. Quando Gaspar saiu do banho, encontrou o amigo compenetrado na leitura e Tim perguntou-lhe que livro era aquele. Tibério explicou que seu pai frequentava os cultos daquela seita que chamava-se Cultura Racional. Maia saiu com o livro e, a partir daquele dia, começou o processo de sua conversão à doutrina. Quando Tim participou do show de inauguração do Teatro Bandeirantes, em 12 de agosto daquele ano, além de seus sucessos, tocou já uma primeira versão de "Imunização Racional (Que Beleza)" e realizou um discurso promovendo a religião.
Assim que voltou de São Paulo, Tim passou a trabalhar fortemente nas canções e a colocar letras enaltecendo a seita nas músicas, inclusive trocando aquelas que já tinham letras. A gravadora, que estava muito empolgada com o material que vinha sendo produzido, passou a ficar preocupada com a guinada religiosa de Maia e anteviu uma briga quando o disco estivesse pronto. No final de agosto, com o material já pronto, Tim foi conversar com os executivos da gravadora. O contrato previa que o cantor carioca receberia um adiantamento para gravar um disco que seria comprado pelo selo para a sua distribuição nacional. Entretanto, a gravadora alegou que não havia ficado contente com o material e que não estava disposta a comprá-lo - na verdade, os executivos temiam a reação da ditadura militar brasileira. Para a surpresa da gravadora, Maia simplesmente pegou as fitas nas quais seu álbum duplo estava gravado e disse que ia prensar e distribuir o LP ele mesmo. Logo, para prensar e distribuir o álbum, Tim resolveu transformar sua editora musical em um selo fonográfico, terceirizando o processo de prensagem e fabricação dos discos para a fábrica da Tapecar e a impressão das capas para gráficas locais.

## Resenha musical
O lado A abre com "Imunização Racional (Que Beleza)", uma mistura de soul com reggae que já estava pronta antes de Tim se converter e recebeu apenas pequenos retoques na letra, modificando-se de uma canção sobre a natureza para uma canção que afirma a natureza racional do ser humano. Foi a única faixa que chegou a tocar nas rádios e na televisão, com Tim participando de um show que foi gravado e transmitido pela Rede Bandeirantes e, também, participando do programa Globo de Ouro, da Rede Globo. Em seguida, vem "O Grão Mestre Varonil", na qual Tim saúda a cappella o fundador da seita, Manuel Jacinto Coelho. A terceira faixa é o "deep funk" "Bom Senso", na qual Maia narra a sua conversão. Após, uma pequena vinheta, "Energia Racional", introduz "Leia o Livro Universo em Desencanto", uma balada soul na qual Tim repete uma espécie de mantra e que era, originariamente, uma música romântica. Fechando o lado, temos "Contato com o Mundo Racional", um blues lento e cantado em falsete por Maia.
O lado B inicia com "Universo em Desencanto", um samba-soul no qual o cantor carioca procura explicar a teoria da criação do mundo segundo a seita racional. Na sequência, mais um registro a capella, agora em inglês, com Maia resumindo a doutrina explicada na canção anterior. O álbum fecha com um funk gospel carregado por diversos teclados e com vários solos de guitarra, no qual Tim emula Stevie Wonder e Herbie Hancock em uma canção longa e cantada em inglês - lembrando George Clinton - com uma parte falada na qual Maia se dirige ao ouvinte, tal qual James Brown.

## Recepção

### Lançamento
O álbum foi lançado no início de 1975 pelo selo fonográfico Seroma, gravadora independente de propriedade do próprio Tim Maia. Ao invés de lançar um álbum duplo, como pretendia, Maia preferiu lançar dois álbuns simples. Fato curioso é que o cantor carioca não fez nenhum contrato de distribuição do disco, sendo esta realizada de maneira semi-amadorística, com poucos discos deixados em consignação com lojas que aceitavam e outra parte sendo vendida durante apresentações ou até de porta em porta por Tim e pelos músicos. Desse modo, a divulgação foi prejudicada pela falta de uma distribuição nacional, além da dificuldade de Maia em vender apresentações: as poucas que conseguia realizar ou eram de graça ou eram apenas para membros da seita Racional. Além disso, apenas uma música do disco chegou a tocar nas rádios, "Imunização Racional (Que Beleza)". Assim, a estimativa de vendas é baixíssima, principalmente tendo em vista as dificuldades que o cantor carioca passou no final do período racional.

### Recepção da crítica
| Críticas profissionais    | Críticas profissionais |
| Avaliações da crítica     | Avaliações da crítica  |
| Fonte                     | Avaliação              |
| ------------------------- | ---------------------- |
| Allmusic (2006)           | Favorável              |
| Digestivo Cultural (2006) | Favorável              |

O álbum foi largamente ignorado pela crítica especializada à época do seu lançamento. Entretanto, foi objeto de críticas a partir dos anos 1990, especialmente após o seu relançamento em CD, em 2006. O jornalista Alexandre Matias, escrevendo para a revista eletrônica Digestivo Cultural, considerou o disco como um ponto fora da curva em relação à vida de Tim Maia: "viveu do jeito que quis (...) [levou] uma vida inconstante. (...) Mas por um momento em sua carreira, ele tentou se redimir. De verdade". Já Matt Rinaldi, escrevendo para o Allmusic, elogia muito o álbum, especialmente os arranjos enxutos que variam imperceptivelmente entre um funk dançante e pesados suíngues com acento blues - incorporando elementos de reggae, rock psicodélico e soul estilo Motown.

### Relançamentos
Após uma longa discussão nos anos 1990 e início da década seguinte entre Tim Maia - e, após sua morte, seus herdeiros - e diversos artistas pelo legado dos álbuns dessa fase da carreira do cantor carioca, o álbum foi relançado no formato CD em abril de 2006 pela gravadora Trama que entrou em um acordo com os detentores legais dos direitos sobre o material. Também, foram lançados videoclipes feitos por universitários em um concurso para as músicas "Imunização Racional (Que Beleza)", "Bom Senso" e "Leia o Livro Universo em Desencanto" Os vinis originais lançados pela gravadora independente do cantor carioca que escaparam da destruição que Tim realizou ao fim da sua conversão, eram vendidos a preços exorbitantes. Desse modo, o relançamento permitiu que os álbuns tornassem-se acessíveis ao grande público, e não apenas a colecionadores ou entendidos. Ainda assim, o relançamento do disco dividiu opiniões. O cantor e compositor Hyldon, antigo parceiro de Tim Maia, por exemplo, acredita que o relançamento é um desrespeito à memória do amigo, já que o disco foi um fracasso e foi renegado por Tim em vida.
Em 2019, os dois álbuns da fase racional foram lançados em diversos serviços de streaming, 1 ano após o mesmo ter acontecido com os seus primeiros discos.

## Legado
Após abandonar a seita, em 25 de setembro de 1975, Tim Maia iniciou uma tentativa de apagamento desses álbuns e dessa fase da sua carreira da memória popular, destruindo todos os discos que ainda se encontravam em seu poder, além de proibir relançamentos e desencorajar regravações do material por outros artistas interessados - como, por exemplo, Marisa Monte que se interessou em regravar "Imunização Racional (Que Beleza)". Ainda assim, os álbuns acabaram desenvolvendo um status cult, com o material sendo disputado por colecionadores e passando a valer boas somas de dinheiro em virtude de sua raridade e qualidade. Uma das razões apontadas para tanto é que essa conversão representou uma mudança significativa na conturbada vida pessoal do cantor, que parou de beber e usar drogas, algo que refletiu direta e positivamente na qualidade da sua reconhecidamente poderosa voz.
Assim, apesar do desgosto do próprio Tim Maia em relação ao álbum e às duras críticas recebidas na época de seu lançamento, os álbuns são tidos como um dos melhores momentos da carreira do cantor, tendo ficado marcado pelo seu baixo apelo comercial - com as letras de devoção à Cultura Racional - e pela sonoridade que remeteu a nomes do soul e do funk norte-americano, como Barry White, Marvin Gaye e George Clinton. Em 2007, a revista Rolling Stone Brasil, em sua lista dos 100 maiores discos da música brasileira, listou o primeiro disco na 17ª posição.

## Faixas
Todas as faixas escritas e compostas por Tim Maia. 
| Lado A         |                                       |         |  |
| N.º            | Título                                | Duração |  |
| 1.             | "Imunização Racional (Que Beleza)"    | 5:08    |  |
| 2.             | "O Grão Mestre Varonil"               | 0:24    |  |
| 3.             | "Bom Senso"                           | 5:08    |  |
| 4.             | "Energia Racional"                    | 0:15    |  |
| 5.             | "Leia o Livro Universo em Desencanto" | 2:50    |  |
| 6.             | "Contato com o Mundo Racional"        | 3:06    |  |
| Duração total: | Duração total:                        | 16:51   |  |

| Lado B         |                              |         |  |
| N.º            | Título                       | Duração |  |
| 1.             | "Universo em Desencanto"     | 3:43    |  |
| 2.             | "You Don't Know What I Know" | 0:35    |  |
| 3.             | "Rational Culture"           | 12:09   |  |
| Duração total: | Duração total:               | 16:27   |  |

## Créditos
Créditos retirados de fontes diversas.

### Músicos
- Vocal: Tim Maia
- Guitarra elétrica: Paulinho Guitarra
- Trompete: Paulinho Trompete
- Saxofone e flauta: Oberdan Magalhães
- Órgão elétrico e teclados: Robson Jorge
- Piano elétrico: Robson Jorge e Serginho Trombone
- Baixo elétrico: Beto Cajueiro e Paulinho Guitarra
- Bateria: Luiz Carlos Batera e Robério Rafael

### Ficha técnica
- Produção: Tim Maia
- Arranjos: Tim Maia